# تنظيم مصرفي
التنظيم المصرفي (بالإنجليزية: Bank regulation) هو شكل من أشكال التنظيمات الحكومية التي تخضع المصارف لمتطلبات معينة وقيود وخطوط عمل. صُمِّمَ لإنشاء الشفافية في الأسواق بين المؤسسات المصرفية والأفراد والشركات التي يعملون معها ولأغراض أخرى. وبما أن التنظيم يركز على الجهات الفاعلة الرئيسية في الأسواق المالية فإنه يشكل واحداً من مكونات القانون المالي الثلاث أما المكونان الآخران فهما السوابق القضائية وممارسات السوق القائمة على التنظيم الذاتي.
وبالنظر إلى الترابط بين القطاع المصرفي  واعتماد الاقتصاد الوطني والعالمي على المصارف فإنه من المهم للوكالات التنظيمية أن تحكم سيطرتها على الممارسات الموحدة لتلك المؤسسات. ومن الأمثلة الأخرى عن هذا الترابط هو أن قانون القطاعات المالية أو القانون المالي يركز على أسواق التأمين وأسواق رأس المال والأسواق المالية (المصرفية). إن داعمي هذا التنظيم يعتمدون في حجتهم على مفهوم «أكبر من أن يفشل». وهذا يعني أن العديد من المؤسسات المالية (وتحديداً المصارف الاستثمارية ذات الذراع التجاري) تحكم سيطرتها بشكل كبير لكي يكون الفشل من دون عواقب وخيمة. هذا هو مبدأ عمليات الإنقاذ الحكومية والتي من خلالها  يُقدّم الدعم المالي الحكومي للمصارف أو المؤسسات المالية الأخرى التي شارفت من الاقتراب إلى حافة الانهيار. والاعتقاد السائد هو أنه من دون هذه المساعدة ستصبح البنوك العاجزة مفلسة، لكن الأمر لن ينته عند هذا الحد، فسينشأ عنه تأثيرات متتابعة في الاقتصاد برمته، وسينتج عنها فشل منهجي. إن الالتزام بالتنظيمات المصرفية تتأكد منه هيئة موظفين تعرف بمفتشي المصارف.

## الأهداف
تتفاوت أهداف التنظيم المصرفي والتأكيد عليها بين الهيئات القضائية وأكثر هذه الأهداف شيوعاً هو ما يلي:
- احترازية، لتقليل درجة الخطورة التي تتعرض لها المصارف الدائنة.[3]

- تقليل الأخطار العامة، أي تقليل خطر العرقلة الناجمة عن أحوال التجارة السيئة للمصارف التي تتسبب بحالات فشل مصرفية رئيسة ومتعددة.[4]

- تجنب إساءة استخدام المصارف، أي تقليل مخاطر استخدام المصرف لأغراض إجرامية، مثلاً غسل العائدات الإجرامية.

- حماية سرية المعاملات المصرفية.

- تخصيص الائتمان، توجيه الإيداع للقطاعات المرغوبة.

- من الممكن أن تشمل أيضاً قوانين تخص المسؤولية الاجتماعية للشركات ومعاملة الزبائن العادلة.

## المبادئ العامة

### الشروط الدنيا
يقوم منظم المصرف الوطني بفرض متطلبات على المصارف لتعزيز أهداف المنظِّم. وغالباً ما تكون هذه المتطلبات متعلقة بشكل كبير بدرجة الخطورة التي يتعرض لها أحد قطاعات المصرف. ومن أدنى هذه الشروط وأهمها في التنظيم المصرفي هو المحافظة على الحد الأدنى لنسب رأس المال. تعتبر مصارف الولايات الأميركية مرنة إلى حد ما بطريقة تحديدها لمن سيشرف عليها وينظمها.

### انضباط الأسواق
يطلب المنظم من المصرف أن يكشف السجلات المالية ومعلومات أخرى فيتمكن الدائنون والمودعون من استخدام هذه المعلومات لتقدير مستوى الخطورة ولاتخاذ قرارات استثمارية. وكنتيجة لذلك، يصبح المصرف عرضة لانضباط الأسواق ويستطيع المنظم استخدام معلومات تسعير السوق كمؤشر للصحة المالية للمصرف.

## الأدوات والمتطلبات

### متطلبات رأس المال
تقوم متطلبات رأس المال بتحديد طريقة عمل المصارف في إدارة رأس المال بما يتعلق بأصولها. وعلى الصعيد الدولي تقوم لجنة بازل المعنية بالإشراف المصرفي الخاصة ببنك التسويات الدولية بالتأثير على متطلبات رأس المال الخاصة بكل بلد. وفي عام 1988 قامت اللجنة بوضع نظام قياس رأس المال وعُرِف باسم اتفاق بازل لرؤوس الأموال. إن أحدث إطار عمل لكفاية رأس المال يعرف باسم بازل الثالث. إن الغاية من هذا الإطار المحدث هو أن يكون أكثر حساسية للخطر مقارنة بإطار العمل الأصلي، لكنه أيضاً أكثر تعقيداً بكثير.

### متطلبات الاحتياطي
تضع متطلبات الاحتياطي الحدود الدنيا للاحتياطي التي يتعين على المصرف حفظها لطلب الودائع والأوراق النقدية. فقد هذا النوع من التنظيم دوره الذي تمتع به سابقاً وذلك بسبب اتجاه التركيز على كفاية رأس المال، وهناك عدة بلدان لا يوجد فيها نسبة احتياطي دنيا. إن الهدف من نسب الاحتياطي الدنيا هو السيولة أكثر من الأمان.
تُعد هونغ كونغ من المناطق التي تمتعت مؤخراً بنسبة احتياطي دنيا، حيث يطلب من المصارف المحافظة على 25% من خصومها المستحقة عند الطلب أو خلال شهر كأصول مستوفية للشروط وقابلة للتسييل. استخدمت متطلبات الاحتياطي في الماضي للتحكم بمخزون الأوراق النقدية و/أو الودائع المصرفية. وفي بعض الأوقات كان الاحتياطي المطلوب ذهباً أو أوراق نقدية من البنك المركزي أو ودائع ونقد أجنبي.

### إدارة الشركات
تهدف متطلبات إدارة الشركات إلى تشجيع المصرف على الإدارة الجيدة وتعتبر طريقة غير مباشرة لتحقيق أهداف أخرى. وبما أنه ثمة العديد من المصارف التي تعتبر كبيرة نسبياً بقطاعاتها العديدة فمن المهم للإدارة أن تُراقب جميع العمليات بشكل جيد. سيُخضع الزبائن والمستثمرون الإدارة لمساءلة الأخطاء، وذلك لأنه من المتوقع أن يكون هؤلاء الأفراد على دراية بكل نشاطات المؤسسة. قد تتضمن بعض هذه المتطلبات ما يلي:
- أن تكون هيئة اعتبارية (أي ليست كياناً ائتمانيا ولا فردياً ولا شراكةً ولا كياناً غير مدمج).

- أن تكون مدمجة محلياً أو/و مدمجة تحت نوع محدد من الهيئات الاعتبارية بدلاً من أن تكون  مدمجة في ولاية قضائية أجنبية.

- أن تمتلك عددًا أدنى من المدراء.

- أن تمتلك بنية تنظيمية تشمل مكاتب عدة وموظفين، مثلاً: سكرتير أمين الصندوق/مدير مالي، مدقق حسابات، لجنة إدارة الأصول والخصوم، موظف خصوصية، موظف مراقبة الامتثال إلخ. قد يتعين على موظفي هذه المكاتب أن يكونوا أشخاصاَ مصرحًا لهم أو من فئة معتمدة من الأشخاص.

- أن تمتلك دستوراً أو عقداً تأسيسياً موافقًا عليه أو تشمل (أو لا تشمل) أحكاماً معينة، فمثلاً قد لا يسمح بالأحكام التي تتيح للمديرين التصرف بطريقة مختلفة عن المصالح الأفضل للشركة (مثلاً: لصالح الشركة الأم).

### شروط الإفصاح والإبلاغ المالي
يُعد شرط الإفصاح عن الشؤون المالية المصرفية واحداً من أهم التنظيمات المطلوبة من المؤسسات المصرفية. خصوصاً بالنسبة للمصارف التي تبيع في الأسواق العامة، ففي الولايات المتحدة مثلاً تطلب هيئة الأوراق المالية والبورصات من الإدارة أن تحضّر البيانات المالية السنوية وفقاً  لمعايير الإبلاغ المالي، وأن تدقق وتسجّل أو تنشر. وفي الغالب يطلب من هذه المصارف أن تحضر كشوفات مالية بوتيرة أكثر تكراراً كبيان الإفصاح ربع السنوي. يضع قانون ساربانيس أوكسلي لعام 2002 مخططاً مفصلاً عن البنية المحددة للتقارير التي تطلبها لجنة الأوراق المالية والبورصات.
وبالإضافة للتحضير لهذه الكشوفات، تشترط لجنة الأوراق المالية والبورصات على مدراء المصارف أن يشهدوا على دقة هذه الكشوفات المالية. وبالتالي يجب أن تحتوي تقاريرهم السنوية على تقرير إداري بالتحكم الداخلي للشركة بالتقارير المالية. ويجب أن يشمل تقرير التحكم الداخلي ما يلي: بيان المسؤولية الإدارية عن تأسيس وحفظ التحكم الداخلي المناسب للتقارير المالية للشركة، تقييم الإدارة لكفاءة التحكم الداخلي للشركة بالتقارير المالية حتى نهاية آخر عام مالي للشركة، بيان يعرف إطار العمل المستخدم من قبل الإدارة لتقييم كفاءة التحكم الداخلي للتقارير المالية للشركة، وبيان بأن شركة المحاسبة العامة المسجلة التي دققت الكشوفات المالية للشركة الموجودة في التقرير السنوي قد أصدرت تقرير تصديق على تقييم الإدارة للتحكم الداخلي للتقارير المالية للشركة. وفي ظل القوانين الجديدة يطلب من الشركة أن تقدم تقرير تصديق شركة المحاسبة العامة المرخصة كجزء من التقرير السنوي. وبالإضافة إلى ذلك قامت لجنة الأوراق المالية والبورصات بإضافة طلب من الإدارة يقتضي بتقييم أي تغير في التحكم الداخلي للتقارير المالية للشركة قد حصل خلال ربع العالم المالي وأثَّرَ مادياَ، أو من المرجح منطقياً أن يؤثر مادياً، على التحكم الداخلي للتقارير المالية للشركة.